# Tuttiola quercus
Tuttiola quercus är en fjärilsart som beskrevs av Eugen Johann Christoph Esper 1778. Tuttiola quercus ingår i släktet Tuttiola och familjen juvelvingar. Inga underarter finns listade i Catalogue of Life.